# Hiroshi Ōguri
Hiroshi Ōguri (大栗 裕) (9 juillet 1918-18 avril 1982) est un compositeur de musique classique japonais.

## Biographie
Ōguri est né dans le quartier Senba d'Osaka dans une famille de marchands; son père était un joueur amateur de Gidayu et il a grandi entouré de musique traditionnelle japonaise. Il s'initie à la musique classique européenne en 1931, a son entrée au lycée, où il rejoint l' harmonie et apprend à jouer du cor d'harmonie. Après avoir travaillé quelque temps dans le magasin de sa famille, en 1941, il se rend à Tokyo, où il rejoint l'Orchestre philharmonique de Tokyo tant que cor. En 1946, il devint cor principal de l' Orchestre symphonique de la NHK ; en 1949, il en démissionne et retourne à Osaka, où, en 1950, il rejoint l'Orchestre philharmonique d'Osaka. Il y reste jusqu'en 1966. 
Ōguri enseigne également la musique à l'Université pour femmes de Kyoto et à l'Université de musique d'Osaka. 
Il meurt en 1982.

## Œuvre

### Opéra
- Akai Jinbaori (The Scarlet Cloak), texte de Junji Kinoshita (1955)
- Jigokuhen (Hell Screen), texte de Ryūnosuke Akutagawa (1968)
- Poseidon Kamensai, texte de Kunio Tsuji (1974)

### Œuvres pour orchestre
- Fantaisie sur les airs folkloriques d'Osaka (1955)
- Concerto pour violon (1963)
- Rhapsody on Osaka Nursery Rhymes (1979)

### Fanfare
- Rhapsodie (1966)
- Shinwa (un mythe) - d'après le conte d' Ama-no-Iwayado (1973)
- Burlesque pour bands (1976)
- Kamen Gensō (Fantaisie masquée) (1981)

### Orchestre de mandolines
- Sinfonietta n ° 1 (1967)
- Sinfonietta n ° 2 "romantique" (1974)
- Sinfonietta n ° 3 «La colline de Gholghola» (1975)
- Sinfonietta n ° 4 "Labyrinthos" (1975)
- Sinfonietta n ° 5 (1977)
- Sinfonietta n ° 6 « Dogū » (1978)
- Sinfonietta n ° 7 "Contraste" (1981)
- Suite "Kugutsushi (maître de marionnettes)" (1972)
- Trois mouvements symphoniques "Fujutsushi (Shaman)" (1976)
- Suite "Onmyōji (Maître de onmyōdō )" (1977)
- Kodaibukyoku (danses anciennes) (1978)
- Méditation (1978)
- Buyōshi (poème de danse) (1979)
- Burlesque pour orchestre de mandolines (1980)